# 大窪寺
大窪寺（おおくぼじ）は、香川県さぬき市多和兼割にある真言宗の寺院。医王山（いおうざん）遍照光院（へんじょうこういん）大窪寺と号する。本尊は薬師如来。四国八十八箇所第八十八番札所であり、納経印は「結願所」（けちがんしょ）となっている。本寺では結願証明書（賞状）を有料で書いてもらうことができる。
- 本尊真言：おん ころころ せんだりまとうぎ そわか
- ご詠歌：南無薬師諸病なかれと願いつつ　詣（まい）れる人は大窪の寺（てら）
- 納経印：当寺本尊、五大明王、奥之院胎蔵峯寺、弘法大師

## 歴史
寺伝によれば、奈良時代の養老年間（717年 – 724年）に行基がこの地を訪れたとき悪夢を感得し草庵を建て修行をしたのが開基とされ、弘仁年間 (810年 – 823年) に唐から帰朝した空海（弘法大師）が現在の奥の院にある岩窟で虚空蔵求聞持法を修し、谷間の窪地に堂宇を建て等身大の薬師如来坐像を刻んで安置し、また恵果阿闍梨から授かった三国伝来の錫杖を納めて、窪地にちなみ「大窪寺」と名付けたとされている。
その後、真済僧正が住職のころ寺領百町四方を結界とし大きく隆盛し、また、女人の参詣を許して勧請を授けたので女人高野として栄えた。
戦国時代の兵火については文献により異なる。
1. 『南海通記』や『長尾町史』では天正2年に三好長治の軍勢が安富氏とともに寒川氏の昼寝城攻めをするも失敗した際に昼寝城の味方をした寺に火を放ったものであるとされている。
2. 寺の由緒を記した『大窪密寺記』（元禄十年頃）では乱れた世の騒乱で金像・建物が頻りに焼かれ、一院のみとなっていたところに盗賊の頭である土佐の長曾我部元親が入寇（原文）、僅かな宝物も掠め取られたとある。
3. 現在の寺の説明では、長曾我部が侵攻してくる前に寺が再建されていたとし、その再建されていた建物も宝物も悉く長宗我部が焼いたとされている。

2，3は昭和以降に改竄されたようである。『大窪密寺記』では長宗我部の雑兵が一夜の宿に火を放ったとあるが三好と寒川の戦いにおいての記録がないことの不自然さや長宗我部の雑兵が燃やしたなどの記述は六萬寺のものと酷似しており、悪いことは全て長宗我部の所業とするという、後世の創作の可能性を考慮すべきである。
上記のように火災により中世以降、衰退したが、江戸時代に高松藩主の松平頼重は当寺に寺領を寄進し手厚く庇護をはかり、以後も高松藩の援助を受け再興を果たし札所として栄えた。
また、1900年（明治33年）の大火により二天門以外の堂宇を失うが、明治期のうちに本堂と大師堂や阿弥陀堂を同位置に再興し旧状に復され結願霊場として法灯を守っている。

## 伽藍

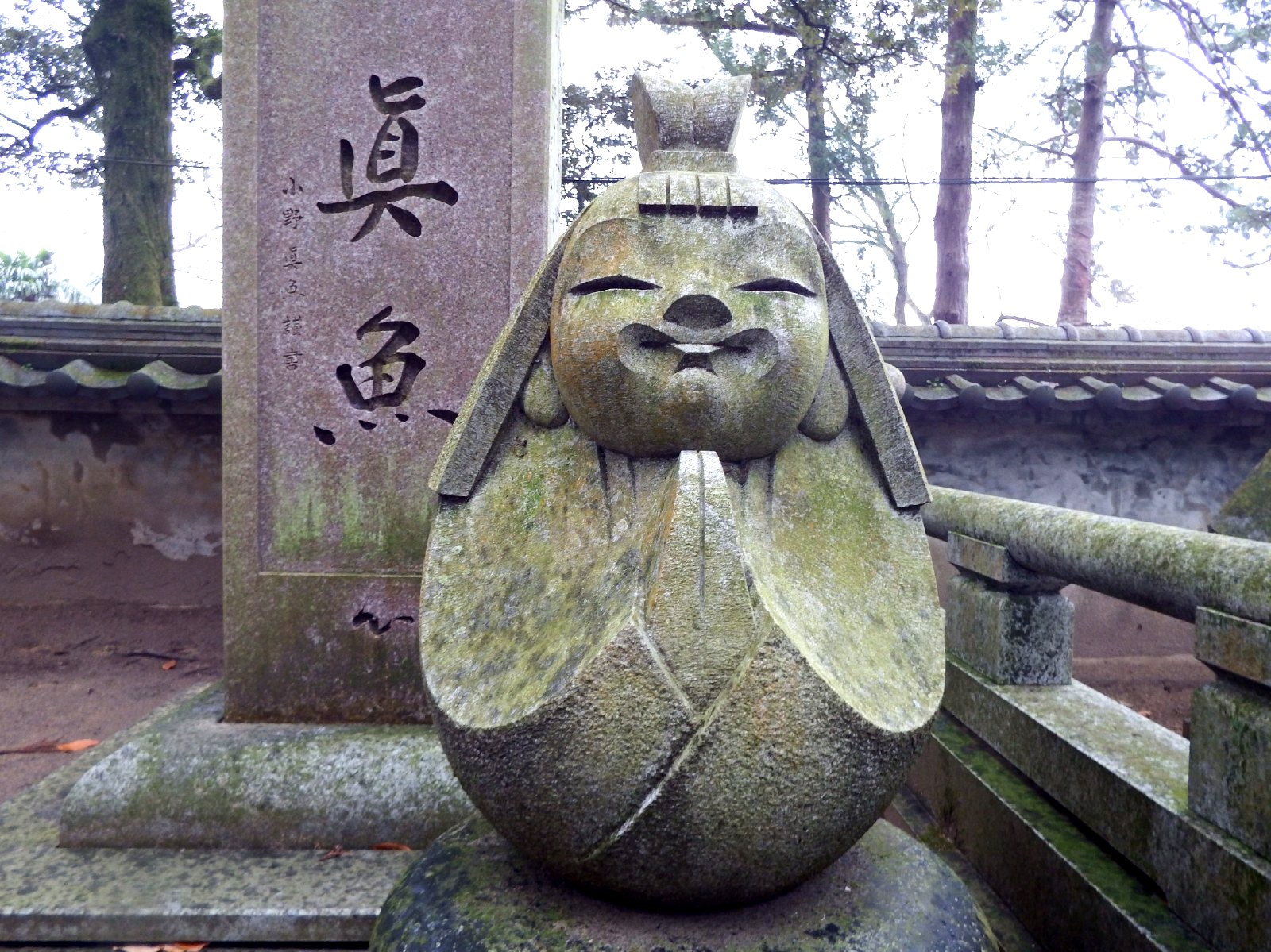
真魚像

- 山門（二天門） - 楼門（元禄年間に再建）
- 仁王門 - 二重門
- 本堂 - 礼堂、中殿、奥殿（多宝塔）からなる。

「薬師如来本願功徳」の扁額の薬の11画と12画が書かれてないのは奉納者が願掛けしたためである。
- 大師堂 - 1階には通常姿の大師像と両脇に四天王像、地下殿には剣を持った秘鍵大師坐像を祀り、また、四国八十八ヶ所の本尊仏像が並ぶ。
- 阿弥陀堂 - 阿弥陀如来坐像を拝観できる。
- 己王大明神祠
- 五大明王石像 - 厄除け不動を中心に四明王はレリーフ石像。
- 宝杖堂（ほうじょうどう） - 結願した遍路の金剛杖が奉納され、毎年春分の日と8月20日に柴灯護摩供の焚き上げが行われる。
- 原爆の火 - 1988年10月24日より
- 心経塔
- 歌碑句碑 - 「あなうれしゆくもかへるもとどまるも われは大師と二人づれなり」が本堂の右前にある。山頭火「ここが打留の水があふれてゐる」が阿弥陀堂の右前に、「今迄は大師とたのみし金剛杖　つきて収める大窪の寺」が左前にある。年尾「一つ長き夜の藤房をまのあたり」が二天門をくぐって右へ行った庭園の縁にあり、田打男「西安の月長安の月おぼろ」が二天門から本堂前の石段の右にある球体に刻まれている。

標高450m辺りにあり八十八箇所中8番目の高さのため厳冬期は積雪に注意が必要である。山門は南側から石段を上がった所にある木造の二天門と平成2年（1990年）に完成した西側から入る鉄筋の仁王門の2つがある。本堂は二天門の正面にあり、大師堂は仁王門の正面上にある。納経所は本堂の左手にある。
- 宿坊：なし
- 駐車場：山門下の東側に大駐車場あり、仁王門側境内にも約10台の駐車場あり、さらに西側の離れたところに大駐車場あり。いずれも無料。

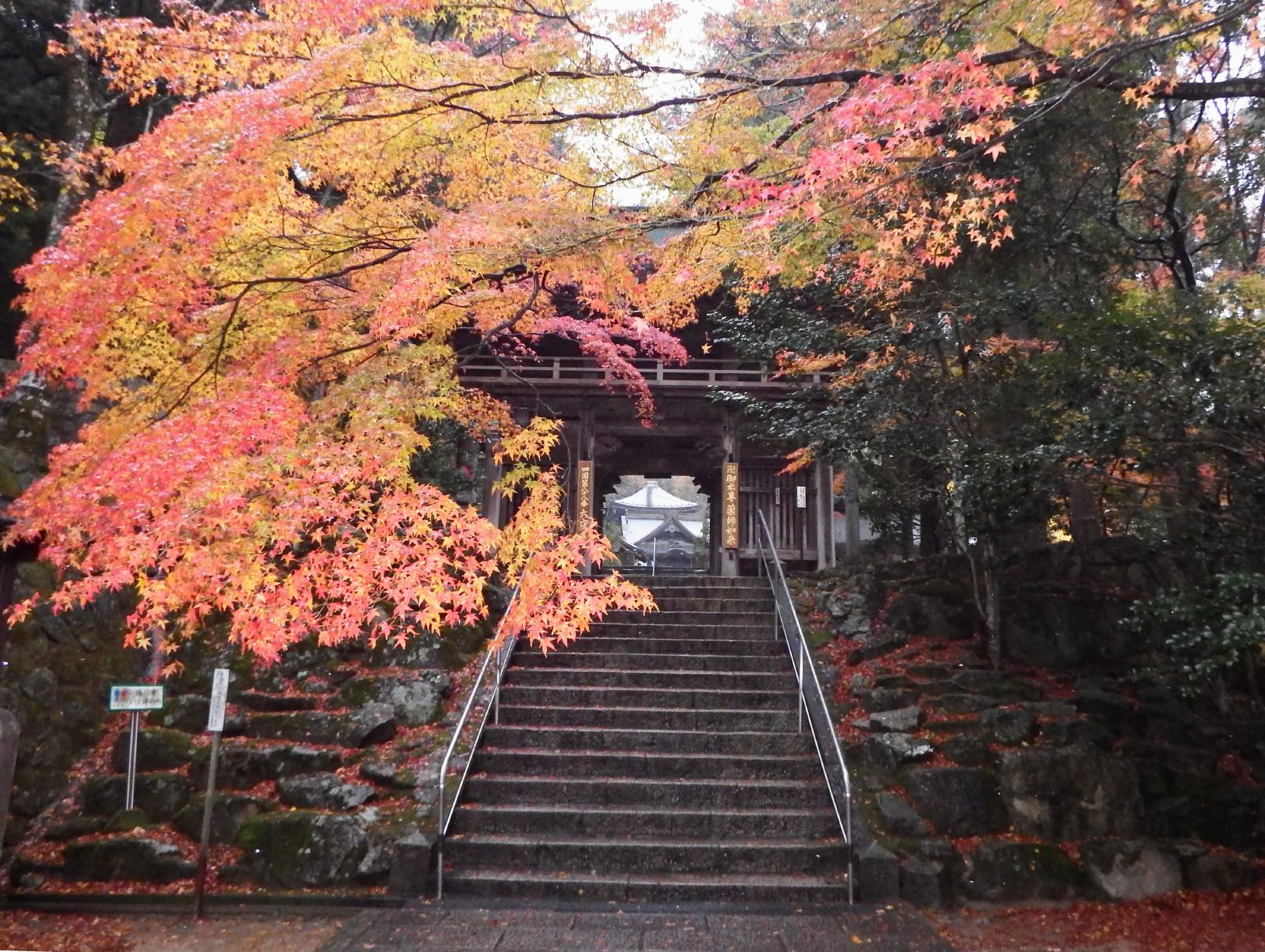
山門
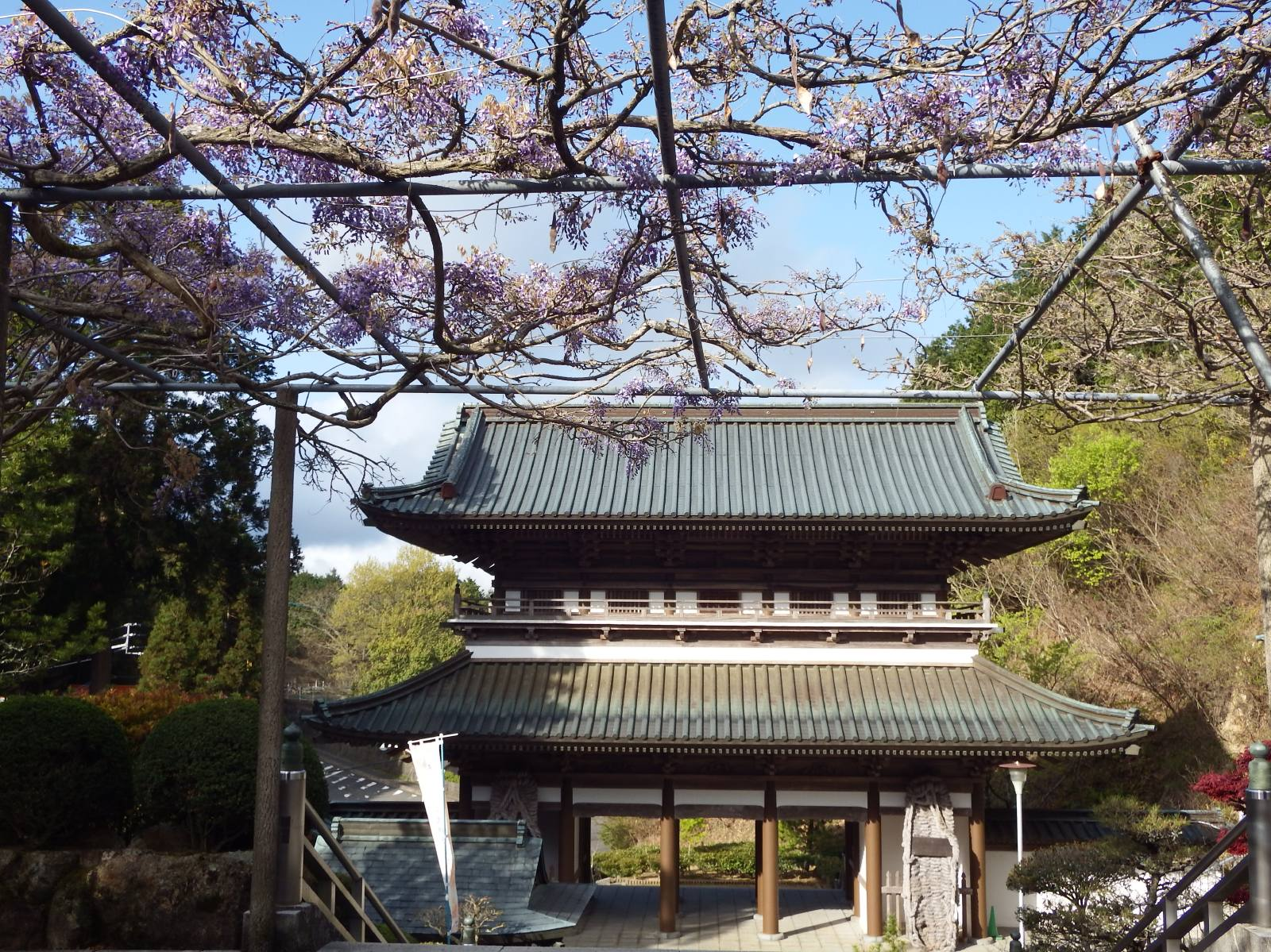
仁王門
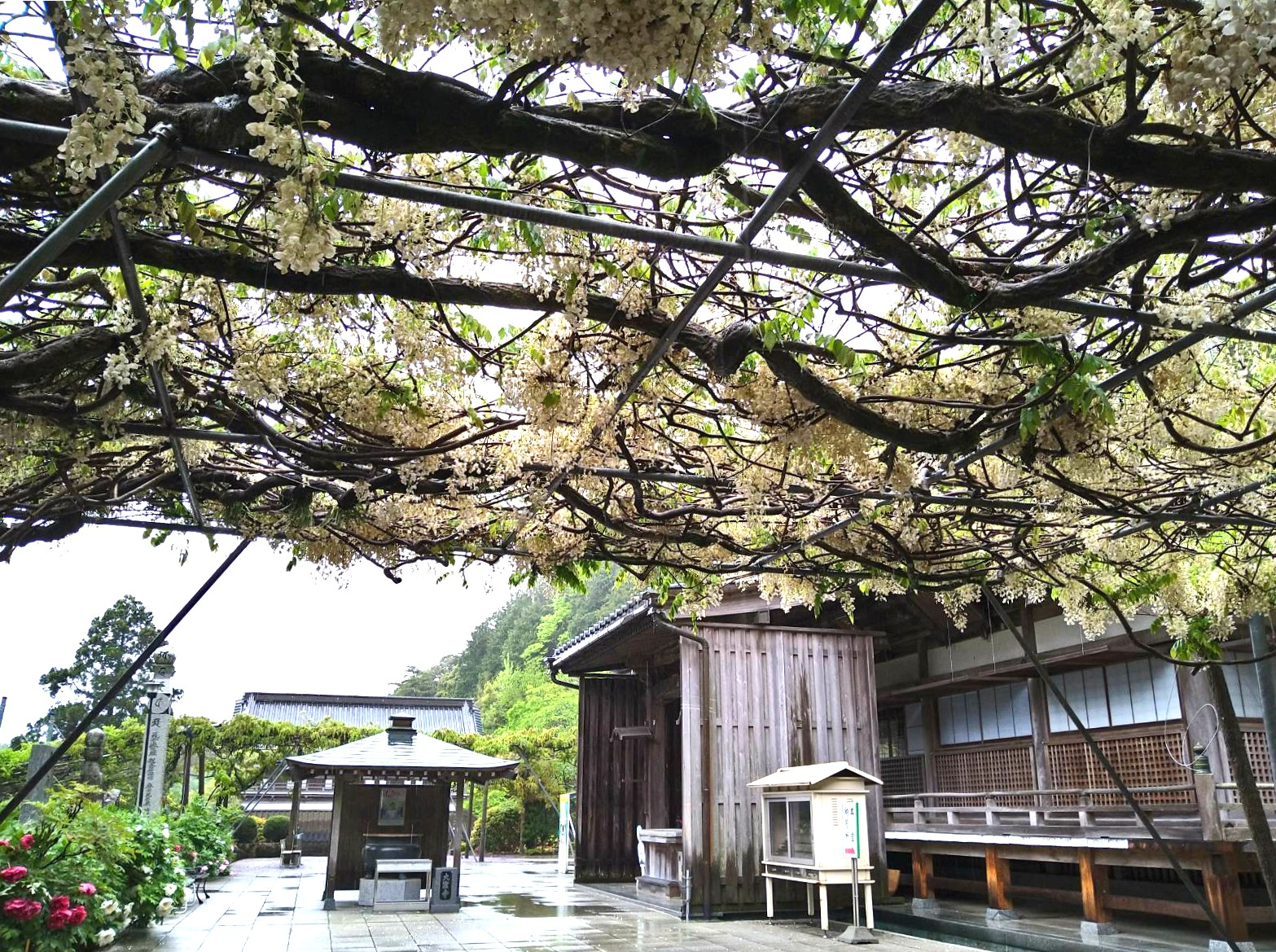
大師堂
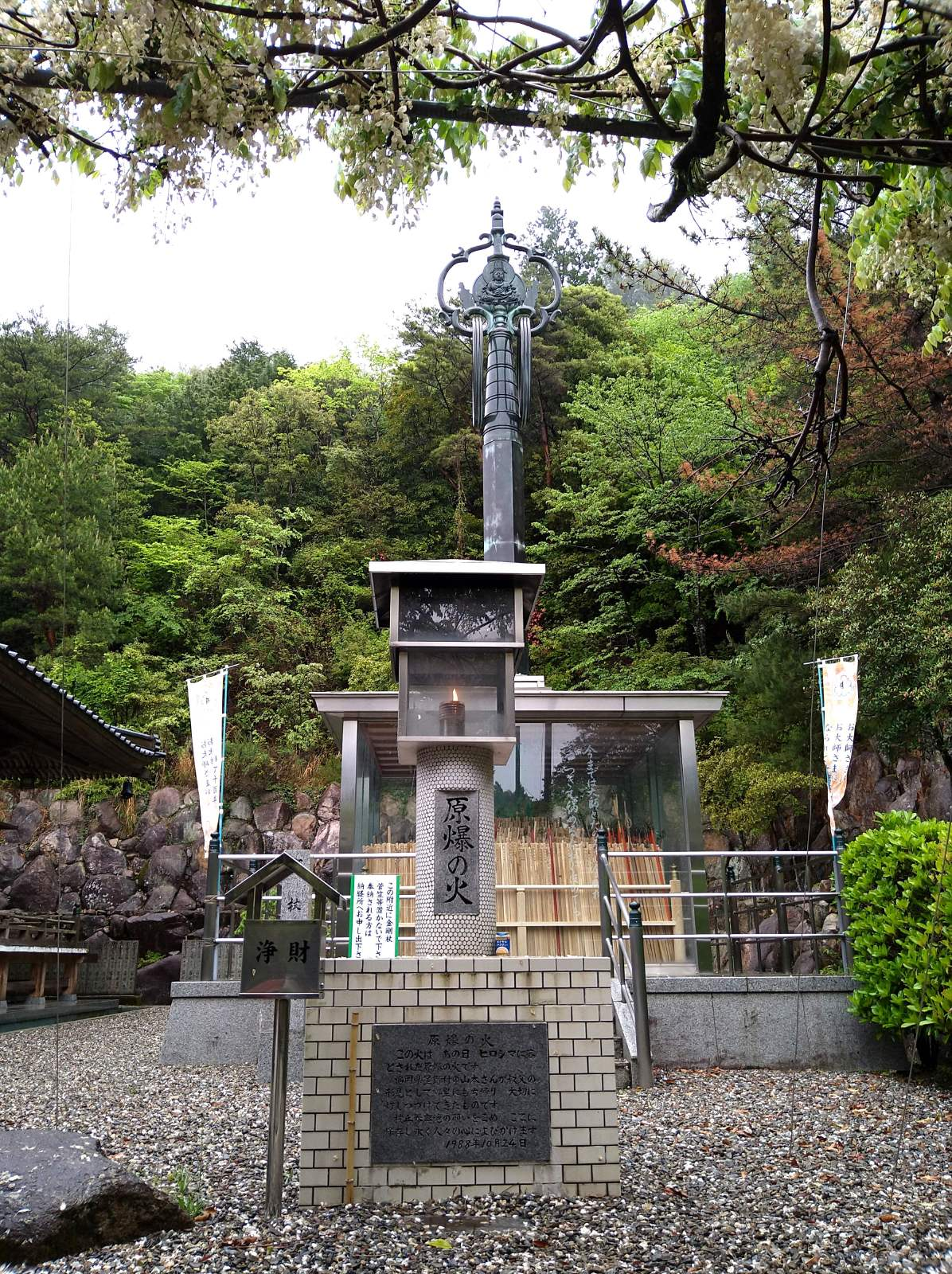
原爆の火、後に宝杖堂
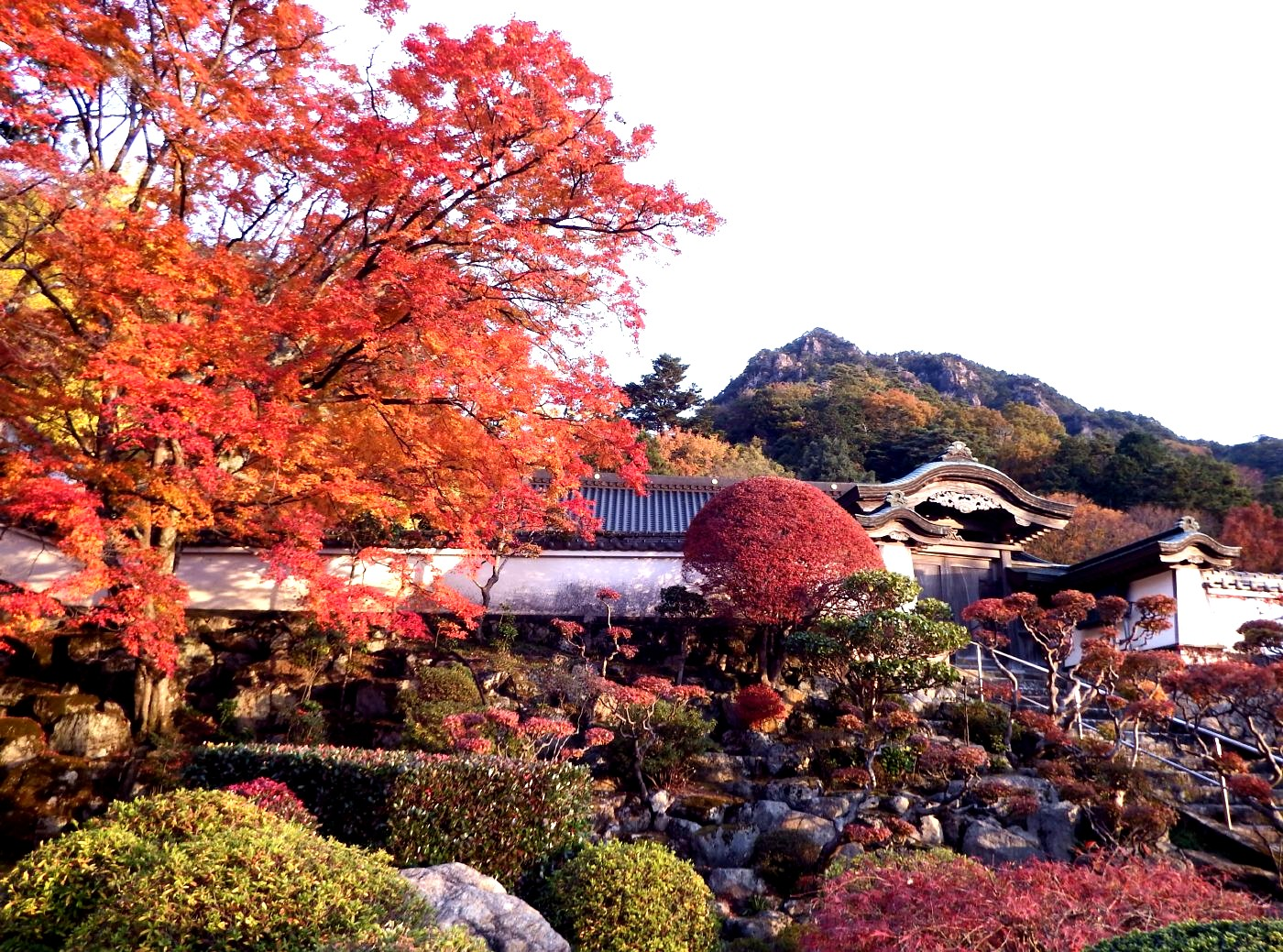
本坊と女体山
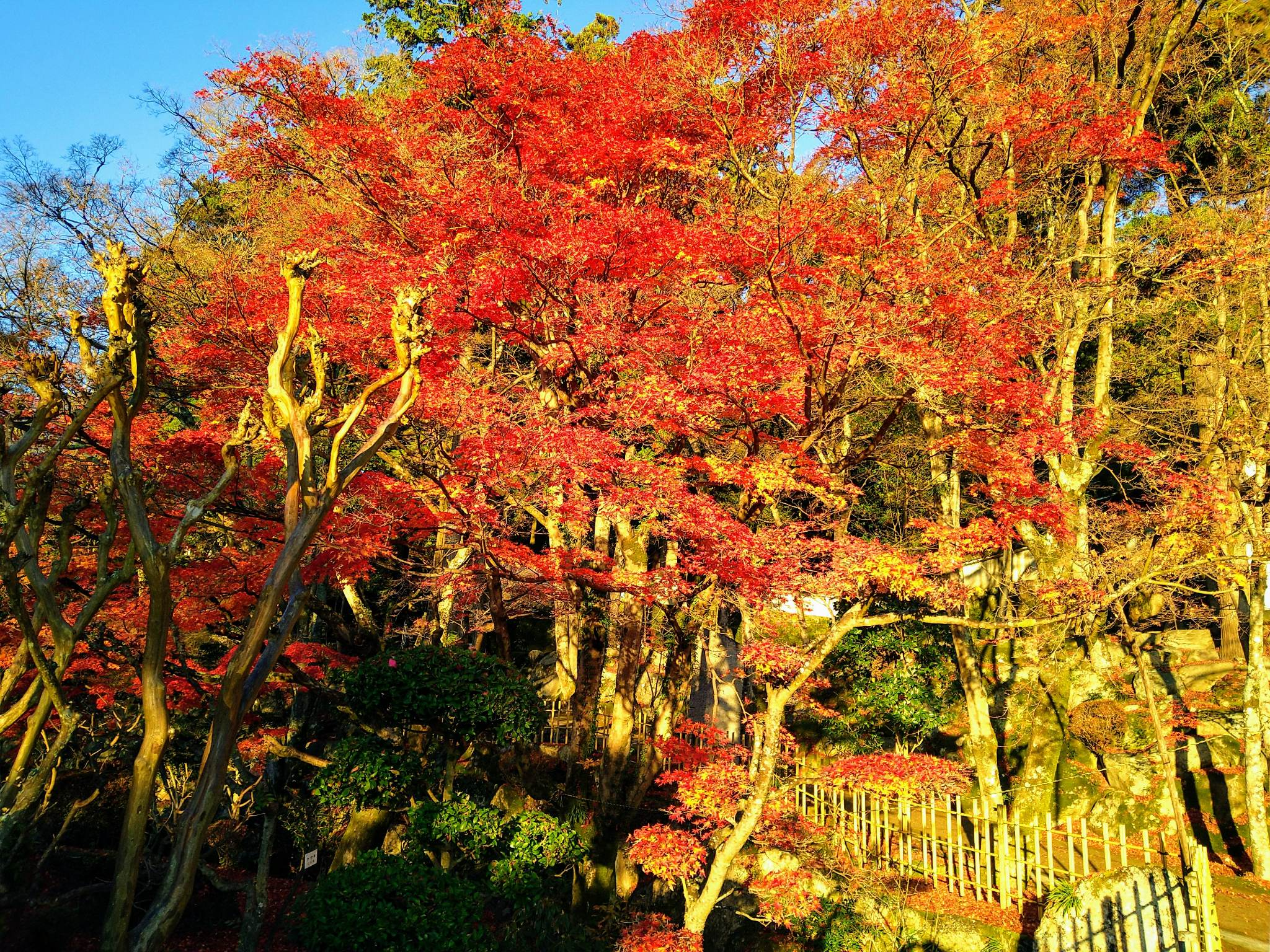
紅葉の境内
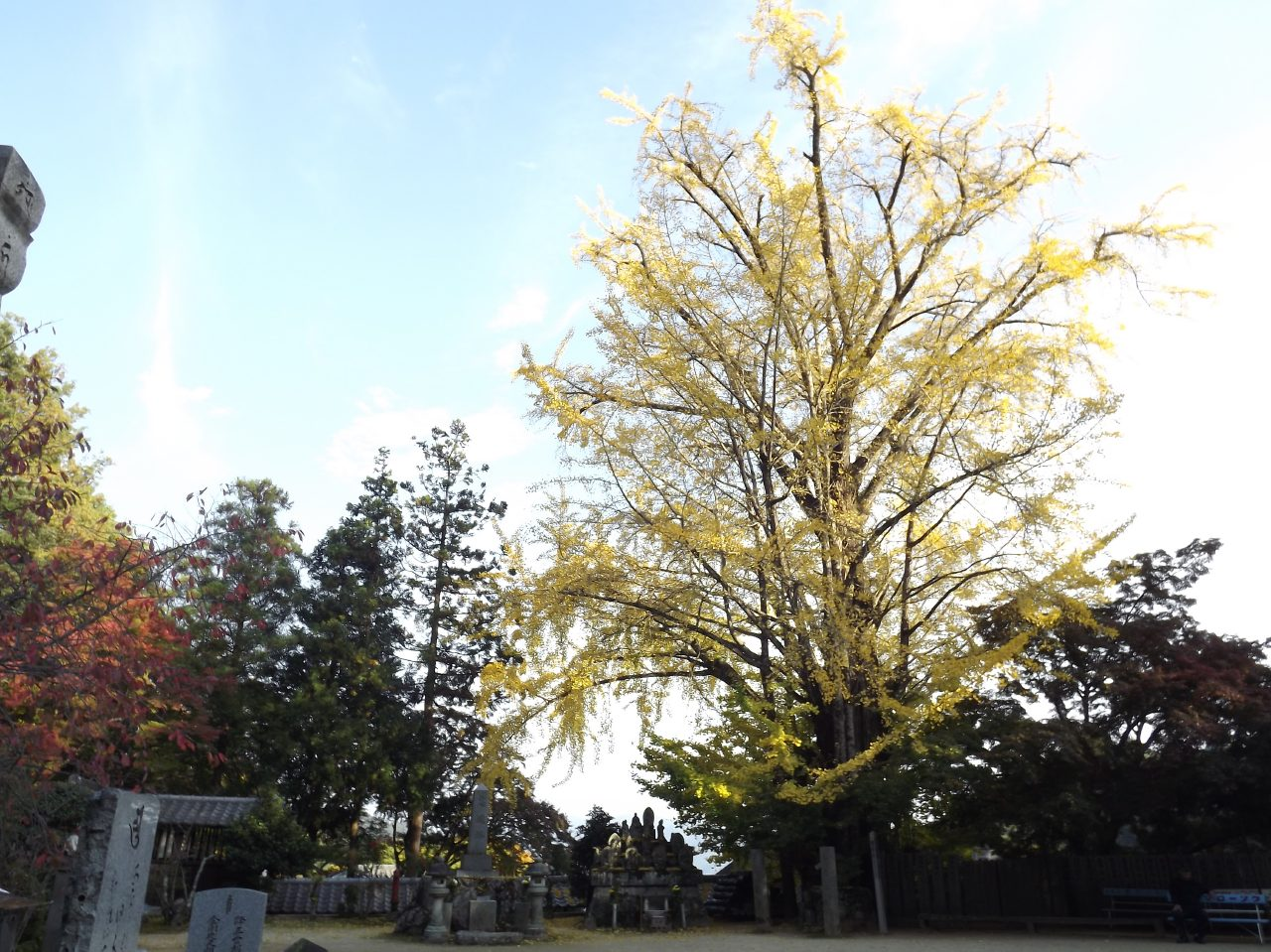
大銀杏

## 文化財
国の史跡
- 讃岐遍路道 大窪寺道

長尾寺から当寺に至る遍路道のうち、以下の区間と建造物が指定された。2021年3月26日指定。
1. 多和相草の県道3号額峠（標高364 m地点）の65丁石付近から始まり、天体望遠鏡博物館付近から国道377号に入り当寺に至る車道に沿った遍路道のうち未舗装部分で保存状態のよい6区間の丁石や遍路墓などの石造物も含む合計約1.5 km
  1. 65丁→63丁
  2. 35丁→33丁
  3. 34丁→32丁
  4. 16丁→15丁
  5. 12丁→11丁
  6. 08丁→07丁（いづれもその付近）
2. 義染房庵跡：紀州伊都郡加勢田庄東村の教翁義染房が一万五千人の遍路に接待したことを刻した供養碑が文化13年（1816年）に建てられた。（56丁付近）
3. 一夜庵（43丁付近）
4. 一丁石（1丁）

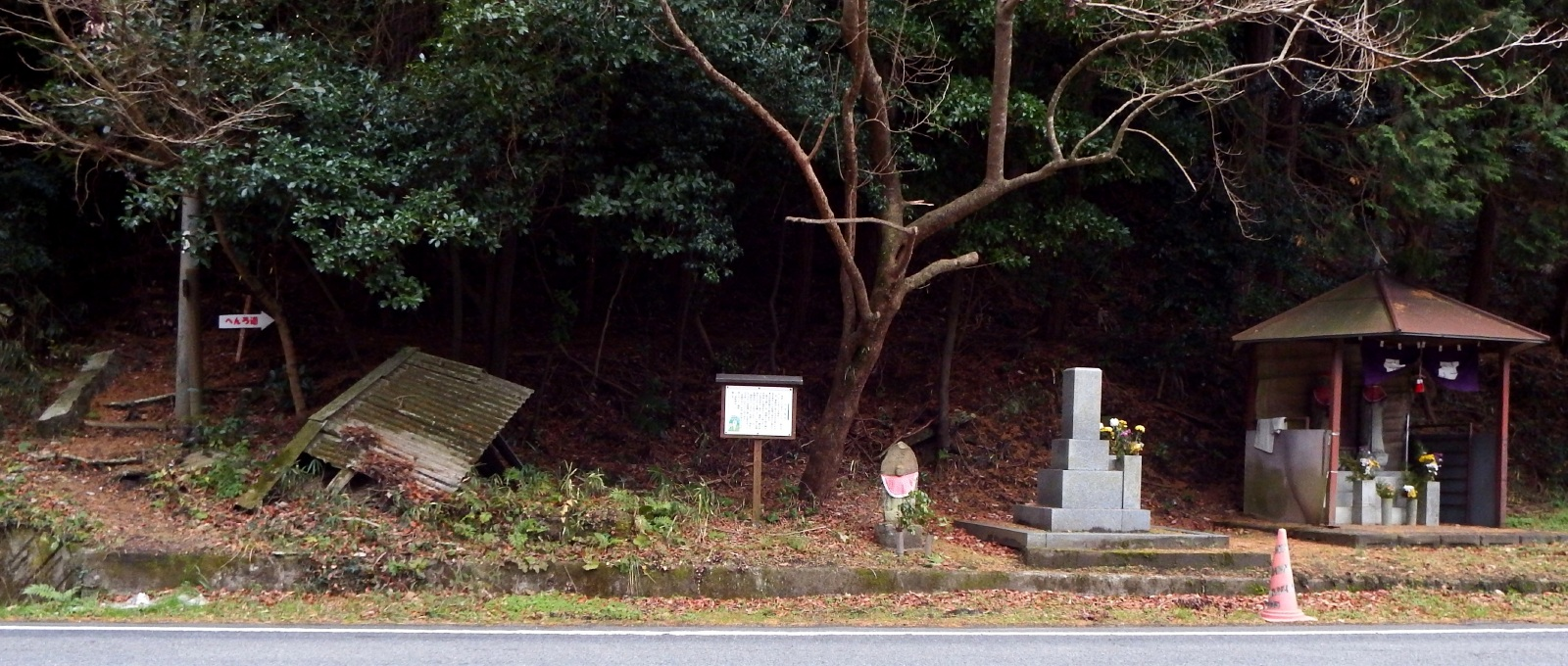
65丁石
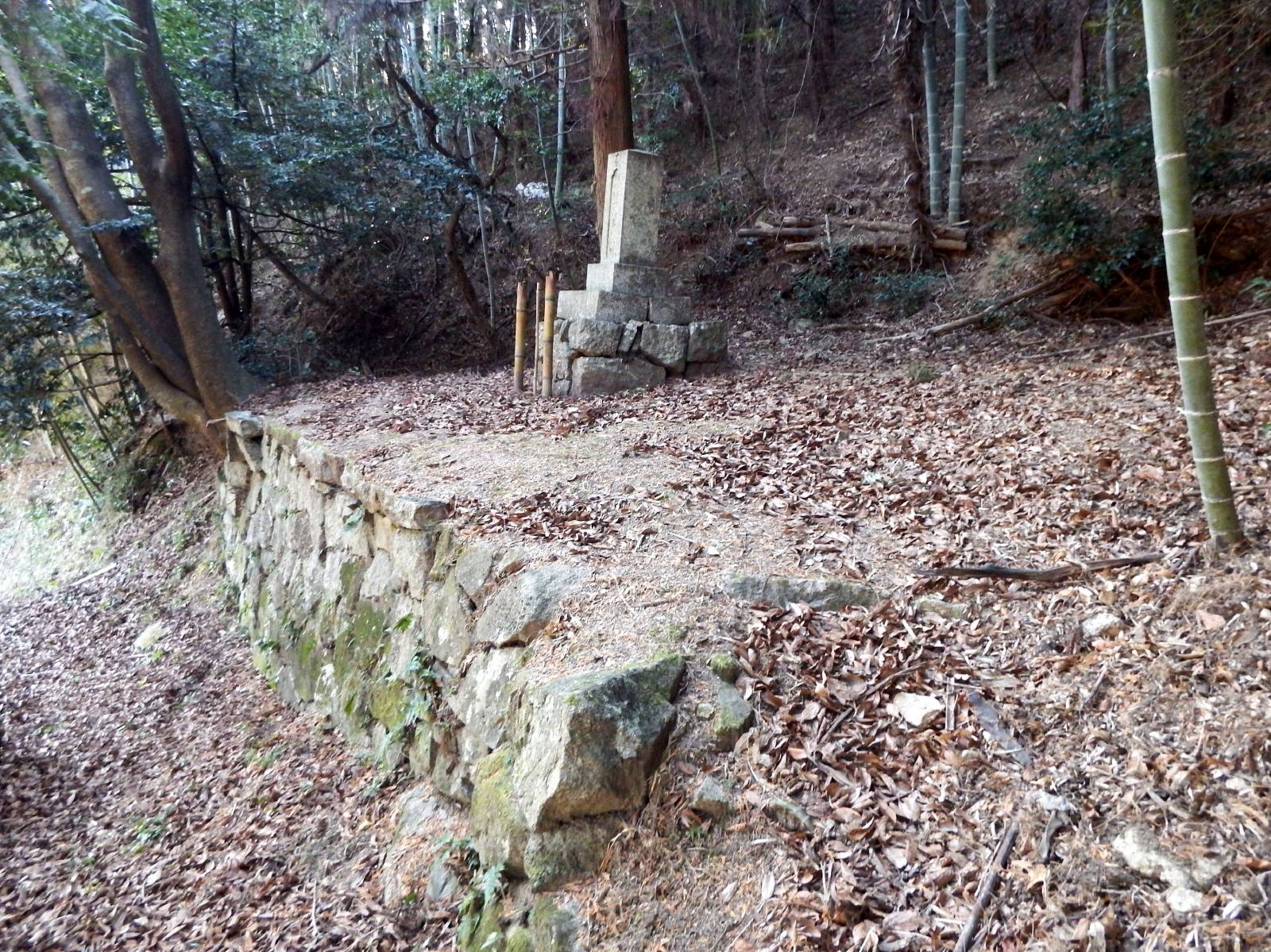
義染房（56丁付近）
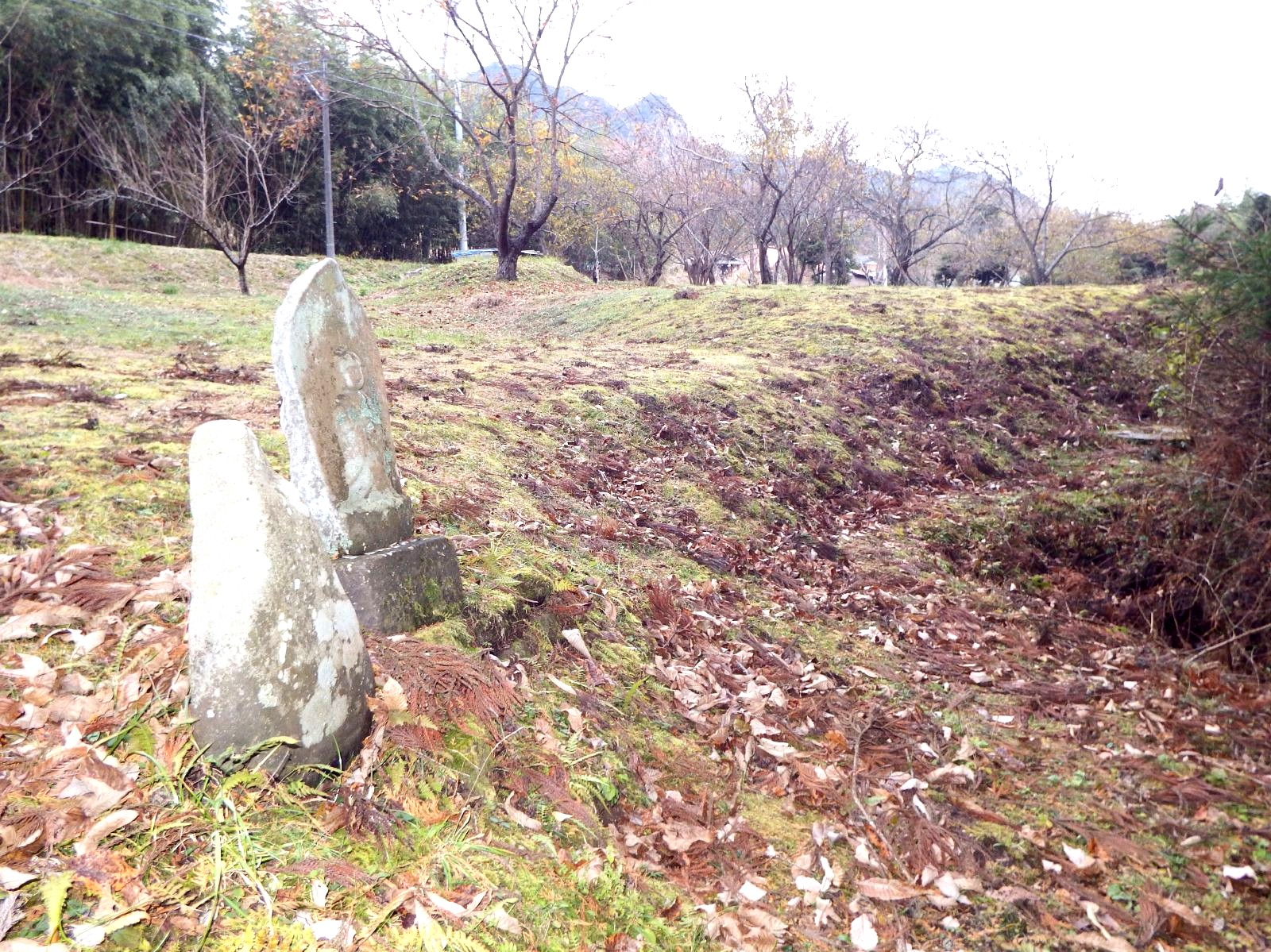
16丁石
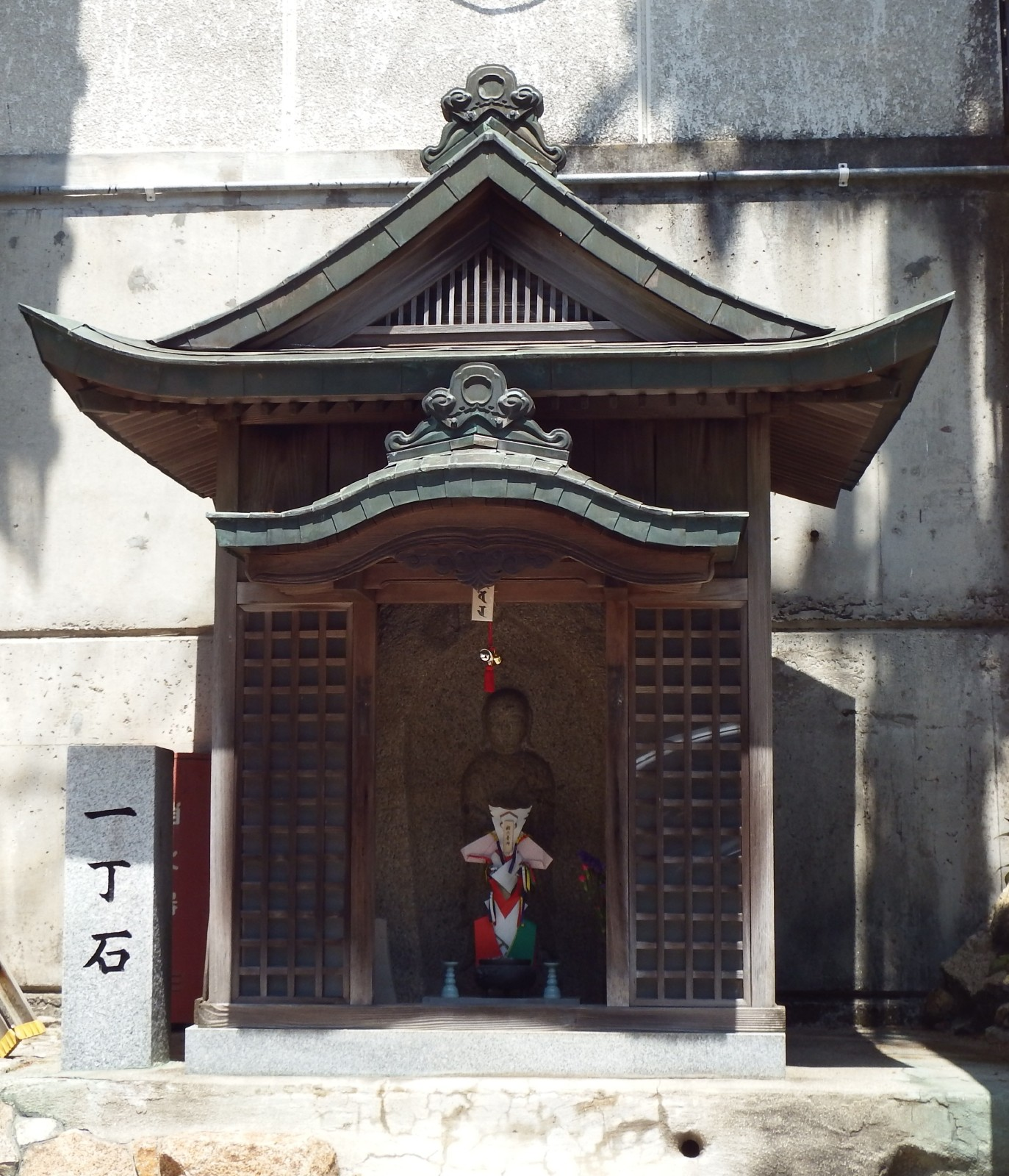
1丁石

- 讃岐遍路道 大窪寺境内 - 令和7年6月20日答申。

境内は山麓の斜面を平坦に造成しており、縁辺は石垣にて保護されている。石垣はその特徴から19世紀代のものと考えられる。また、背後の女体山の西尾根にある奥の院は、1689年（元禄2年)の『四国徧礼霊場記』にみえる本尊阿弥陀、観音也に対応する可能性がある石仏が岩窟内に納められており、東尾根には行場跡があるほか、本堂背後にそびえる岩崖として、境内空間を構成している。
県指定有形文化財
- 木造薬師如来坐像

本尊で、本堂奥殿（多宝塔）に日光・月光菩薩と共に厨子に安置される。総高170.8 cm、像高89.3 cmで、本体はカヤ材、蜾髪はヒノキ材、一木造り、彫眼である。奈良時代末期（8世紀）の作とみられる。手には薬瓶でなく法螺貝を持っていたが、傷みが激しく法螺貝の形に造られた水晶に差し替えられている。改装され仏画が壁面に描かれた奥殿と修繕された本尊は2014年（平成26年）から翌年5月までの毎月8日から12日に五十年ぶりの開帳が行われた。2006年2月10日指定。
- 鉄錫杖：2007年3月30日指定[8]。

さぬき市史跡
- 大窪寺奥の院信仰遺跡[9]

香川の保存木

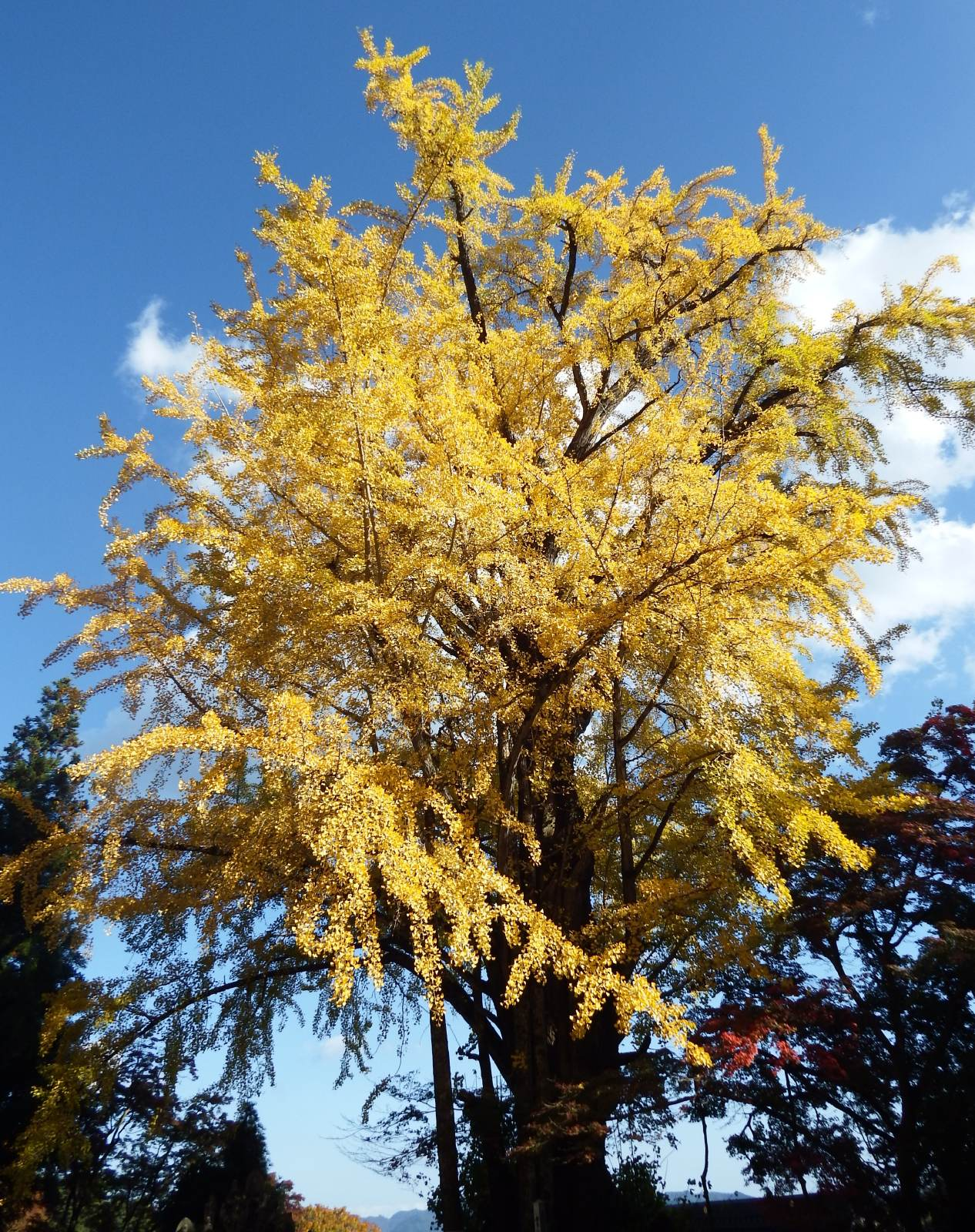
イチョウ

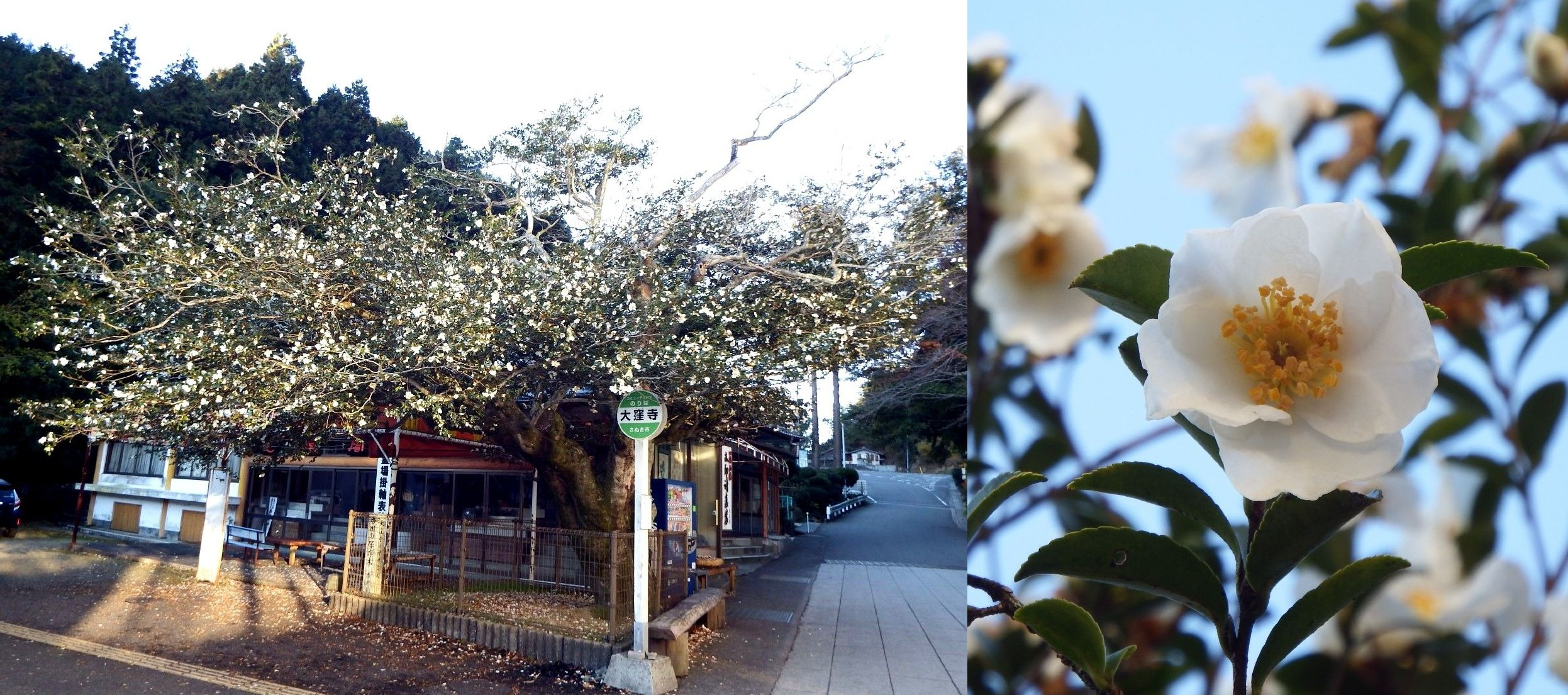
サザンカ

- 大窪寺のイチョウ：樹高 26 m、胸高幹周 7.23 m、 枝張り 22.3×15.9 m 、平成3年3月29日指定[10]
- 大窪寺のサザンカ：バス停の所にあり、樹高 6.5m、枝張り 10.5×10.1 m 、昭和61年3月18日指定[10]

## 交通アクセス
鉄道
- 琴電（ことでん） 長尾線 – 長尾駅 (15.2 km)

バス
- さぬき市コミュニティバス 志度 – 多和線 「大窪寺」下車 (0.2 km)

道路
- 一般道：国道377号 大窪トンネル東口 (0.5 km)

## 奥の院

奥の院 胎蔵峯寺

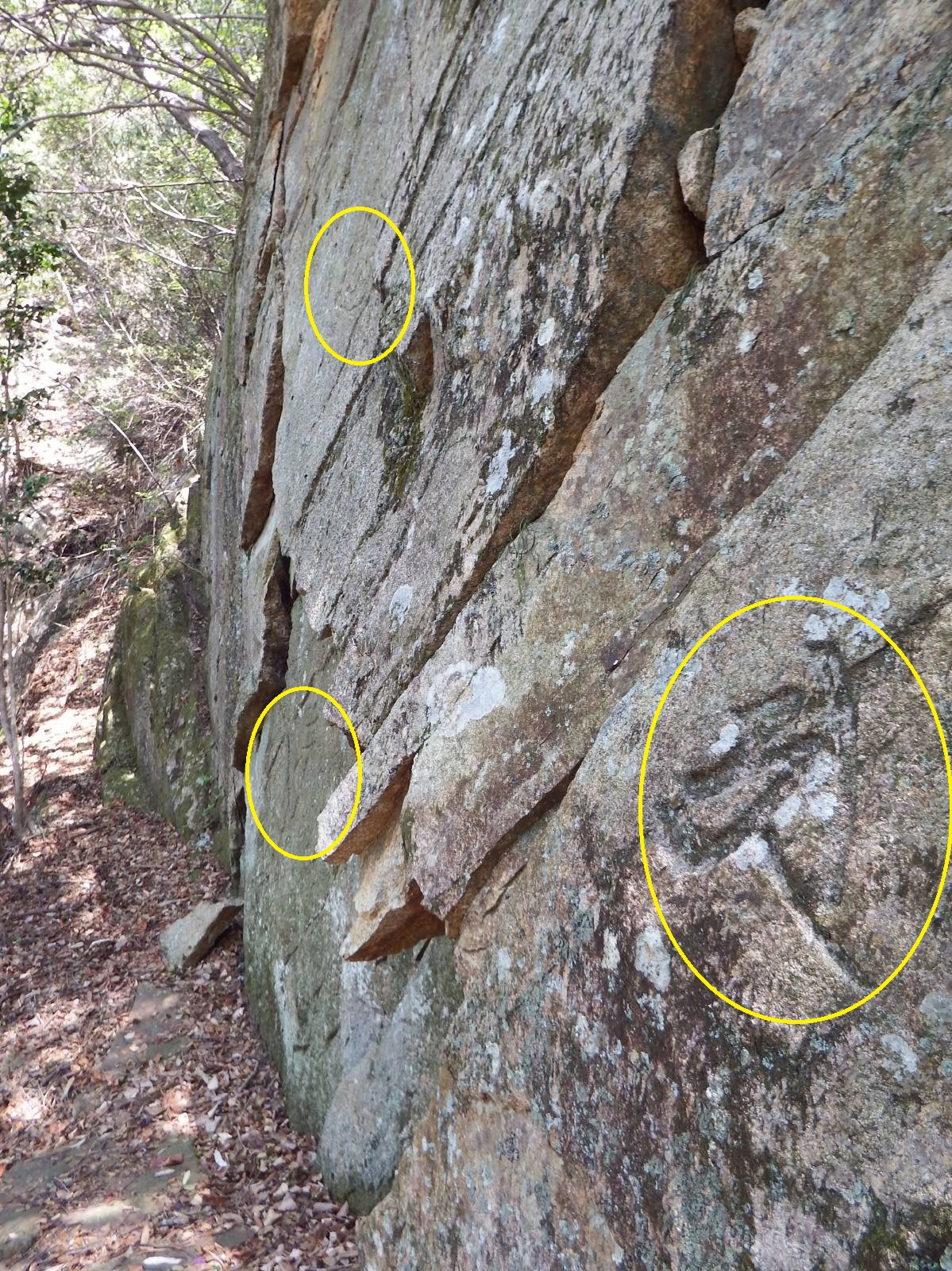
奥の院の岩壁

胎蔵峯寺
境内から女体山への登山道を0.5 km上がると奥の院との分岐があり、その0.2 km先に堂がある。阿弥陀如来や弘法大師など6体の石仏を祀っていて、その堂の左には、空海が本尊に水を捧げるため杉の根本を独鈷で加持すると湧き出た清水が今も枯れず直径1m弱の池になっている。広場の先（崖崩れの危険の為通行止め。写真は通行止めロープの手前から撮影）の岩壁に、上には虚空蔵菩薩を下の左右には胎蔵界と金剛界の大日如来を表す３つの梵字が刻まれ、この場所で行が行われたとみられる。
- 所在地：香川県さぬき市多和兼割96番地 （胎蔵峯寺）

## 周辺の番外霊場

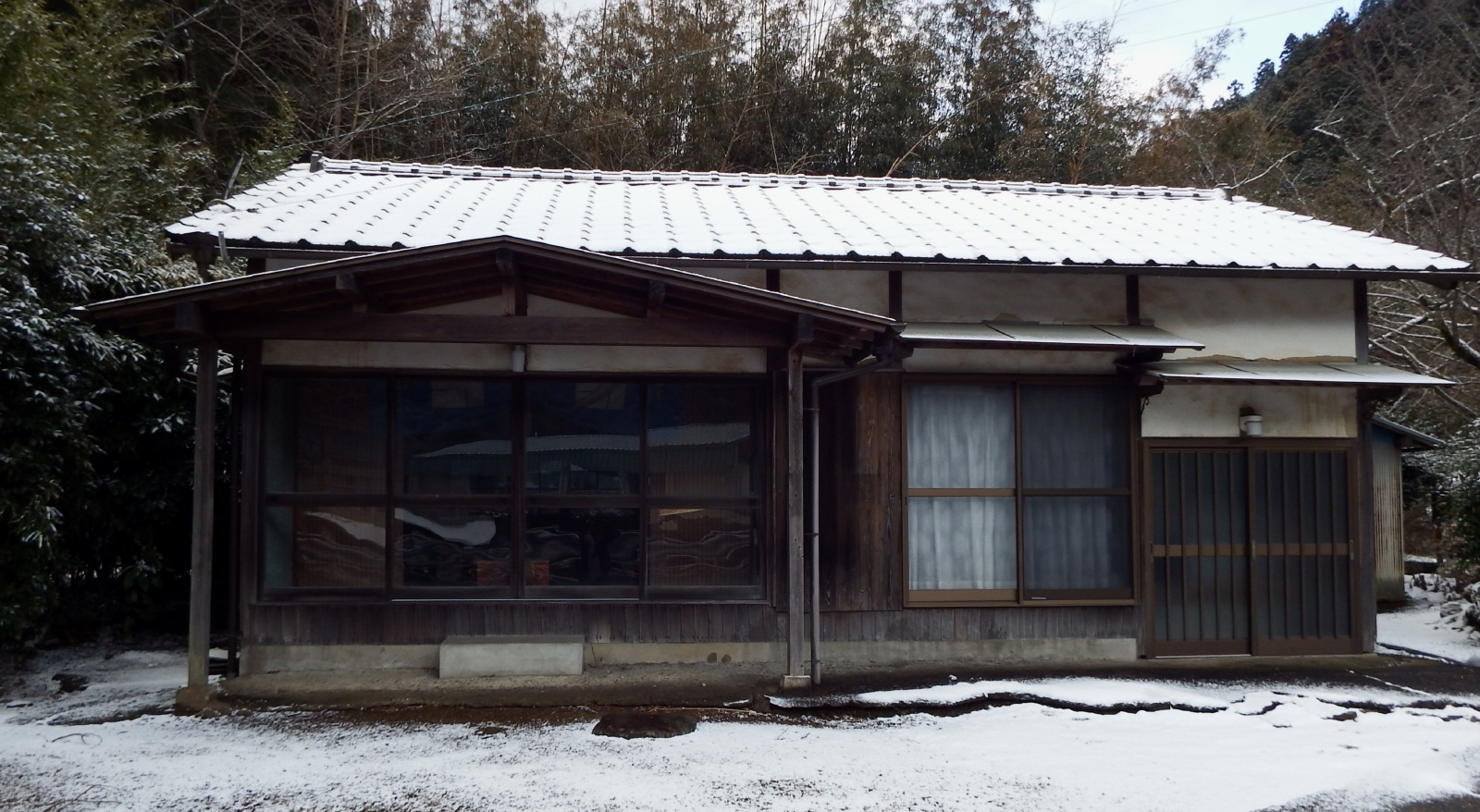
一夜庵（43丁石）

一夜庵
山が火を吹き大鳴動し人々が恐れおののいていた当地に、巡錫中の空海が一夜の庵を結んで護摩を焚いて鎮められたと伝えられている。南にある護摩山の頂上には巨岩があり聖地の趣を感じ、大窪寺を密教修行の地と決められたと云われている。国道に面した民家のような堂には弘法大師、阿弥陀如来が祀られている。また、道路脇に東谷庚申石塔（青面金剛）がある。
- 所在地：香川県さぬき市多和助光東35 （一夜庵）

## 前後の札所
四国八十八箇所
87 長尾寺 --（15.1 km：相草・助光経由）-- 88 大窪寺 --（38.8 km：大坂峠経由）-- 1 霊山寺
大窪寺で結願した後、阿波の北分十里十ケ所（１番霊山寺から10番切幡寺）を逆打ちでお礼参りをする場合は、国道377号を東へ、県道2号を南下、そして県道139号で切幡寺に向かう（約20 km）。